# Upraviteljice staračke ubožnice u Haarlemu
Upraviteljice staračke ubožnice u Haarlemu je barokno ulje na platnu koje je naslikao nizozemski slikar Frans Hals. Nije poznato kad je točno Hals načinio sliku, ali se pretpostavlja da je to bilo pri završetku njegova života, između 1664. – 1666. godine. Slika se nalazi u Oudemannenhuis-u (staračka ubožnica) u Haarlemu, za koje je i naslikana, a koji je danas Muzej Fransa Halsa. Vjeruje se kako je slikar svoje posljednje godine života proveo upravo u ovoj ustanovi.
Kao što ime sugerira, predmet slike su upraviteljice staračkog doma, te slika čini par njegovoj ranijoj slici Upravitelji staračke ubožnice u Haarlemu. Iako je danas nemoguće razaznati tko je tko, na slici su portretirane četiri upraviteljice: Adriaentje Schouten, Marijtje Willems, Anna van Damme i Adriana Bredenhof, te njihova sluškinja čije je ime nepoznato. Frans Hals ih je naslikao u svom „labavom stilu“ s grubim potezima kista. 
Odmah uočavamo pojednostavnjenje i sintezu oblika bojom. Iz tamne neizdiferencirane pozadine, lica s bijelim ovratnicima kao da lebde. One izgledaju tmurno, ozbiljno, a njihov stav je dostojanstven. Frans stvara otvorene, razorne površine koje se kao oblici, svojom grčevitošću, pokrenutošću i svjetlosnom konzistentnošću izdvajaju iz tamne pozadine. Tako, na primjer njihove ruke izražavaju njihove karaktere. Sve ostalo je reducirano, utopljeno u crne haljine i crvenoljubičastu-smeđu pozadinu koju je teško identificirati.
Na slici dominiraju tamniji tonovi što stvara osjećaj emocionalne dubine. Na taj način suptilno se naglašava prolaznost života. Svakodnevno suočavanje s patnjama koje nosi starost, s bolešću i smrću, urezalo se u lica ovih žena. Čini se da su i one same postale slike prolaznosti i smrti - blage, neizbježne i vječne. 
Grupni portret Upraviteljice staračkog doma svjedoči o sposobnosti Fransa Halsa da ponire u tajne ljudskog karaktera. Slika je svečana, ozbiljna, ali vrlo živa i stvarna. 
Neki smatraju kako je neidentificirani krajolik na stražnjem zidu zapravo alegorijski prikaz Isusove prispodobe o Dobrom Samaritancu, iako se ne mogu razaznati figure na slici.
U 19. stoljeću, kada su Halsovi labavi potezi kista postali popularni kod impresionista, nastalo je nekoliko kopija ove slike. Neke dijelove su kopirali John Singer Sargent, Max Lieberman i James Abbott McNeill Whistler na kojega je ova slika snažno utjecala, a što se može vidjeti na portretu njegove majke, poznatom kao Whistlerova majka.